# Collserolai adótorony
A collserolai adótorony (spanyolul: torre (de telecomunicaciones) de Collserola) a spanyolországi Barcelona egyik nevezetes építménye.

## Története
A torony építésének ötlete az 1980-as évek második felében abból kiindulva született meg, hogy egyrészt egységesítsék az addig a barcalonai agglomerációban szétszórtan működő műsorsugárzási egységeket, másrészt kielégítsék a közelgő 1992-es olimpia miatt felmerülő újabb igényeket. 1987 novemberére a terv alapjai már léteztek, és addigra már létrehozták a Torre de Collserola S.A. nevű társaságot is, így kiírhattak egy pályázatot a részletes építési tervek elkészítésére. 1988 márciusában végül négy nagyszabású, egymástól lényegesen különböző beérkezett pályaművet mutattak be, amelyek közül végül Norman Fosteré lett a győztes.
1989-ben, a tervek véglegesítése után megtörténtek az első helyszíni földmérések, majd egy újabb pályázatot írtak ki, ezúttal a kivitelezésre. Ezen 11 európai jelentőségű vállalat indult, és a Cubiertas y MZOV S. A. nyerte meg. Az ünnepélyes alapkőletételre, amelyet Pasqual Maragall barcelonai polgármester hajtott végre, 1990-ben került sor, a torony pedig már 1991-re elérte a végleges magasságát. Ennek az évnek a végén mint hatalmas karácsonyfát világították ki, ezzel pedig bekerült a Guinness Rekordok Könyvébe is. A technikai eszközök felszerelése 1992-re fejeződött be, az építmény ünnepélyes felavatására pedig ezen év júniusának 26. napján került sor. Az eseményen Maragall polgármester mellett Josep Borrell, Spanyolország infrastrukturális és közlekedési ügyekkel foglalkozó minisztere is részt vett. Ugyanebben az évben a torony megkapta a Puente de Alcántara nevű nemzetközi építészeti díjat is.
A televíziós adások már 1992-ben, a rádióadások 1993-ban indultak el. Szintén 1993-ban nyitották meg a nagyközönség előtt a kilátórészt, és ettől az évtől kezdve nyújtanak bérelt szolgáltatásokat különféle felhasználóknak. 1995-ben, a mobiltelefónia egyre gyorsabb terjedése miatt a felszerelés jelentős bővítésére került sor, és a következő években is folyamatosan voltak a fejlesztések.

## Leírás
A torony Barcelona központjától északnyugatra, a Collserolai-hegység területén, a Turó de la Vilana nevű hegyen áll. Teljes magassága 288 méter, ebből 205 métert tesz ki egy 4,5 méter külső átmérőjű, vasbetonból készült szár, 38 métert egy acélból készült csőszerkezetű tartó és 45 métert egy rácsos szerkezetű rész.
A középső, a szár köré épített, 84 méter magasan kezdődő, háromszögletű, kiszélesedő részben 13 szint található, összterületük eléri az 5500 m²-t. A 10. szinten, a föld szintjétől 115, a tengerétől 560 méterre egy kilátót is üzemeltetnek, ahol akár gyűlések vagy (céges) rendezvények is tarthatók.

## Képek

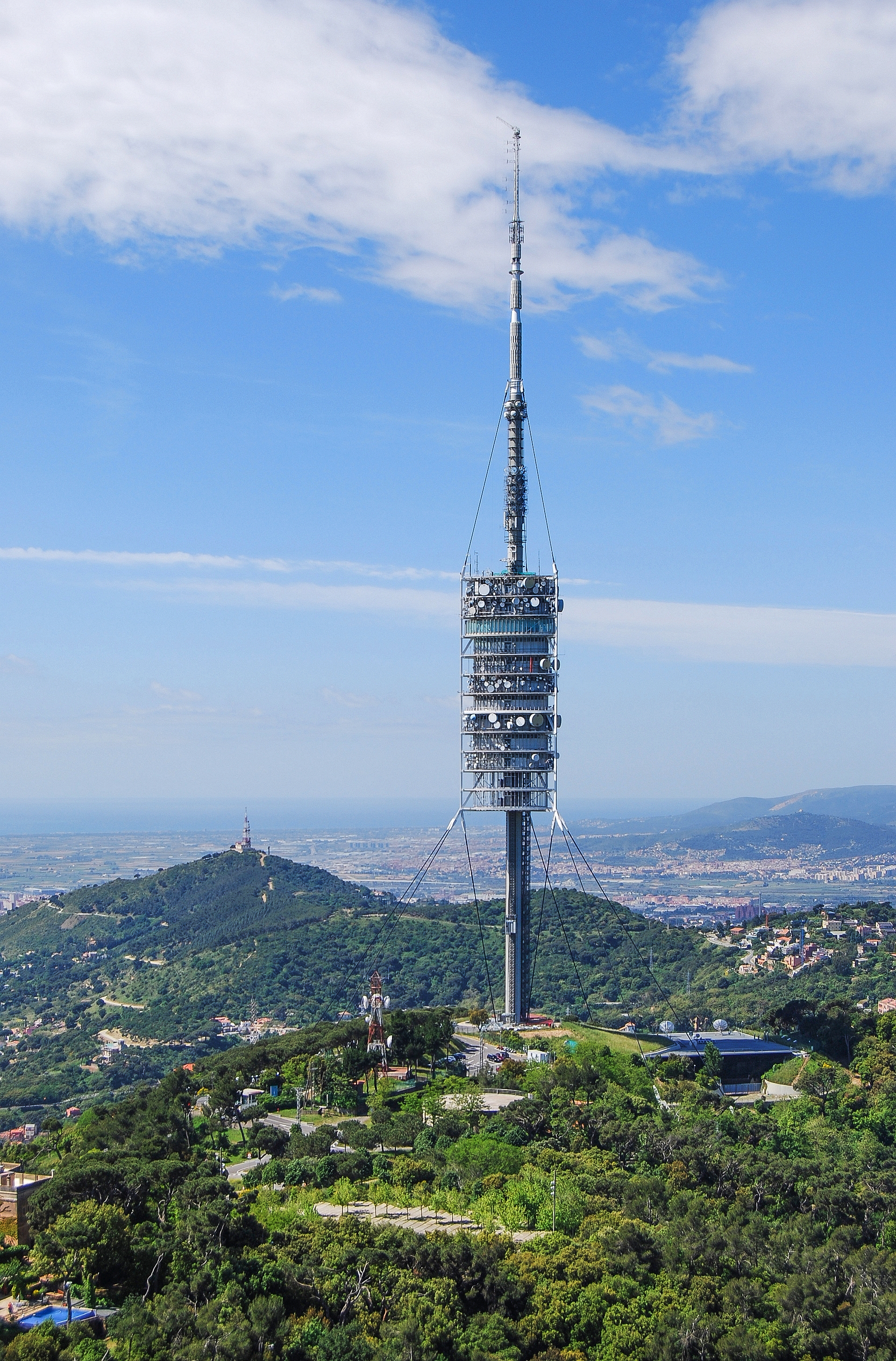
A torony és környezete
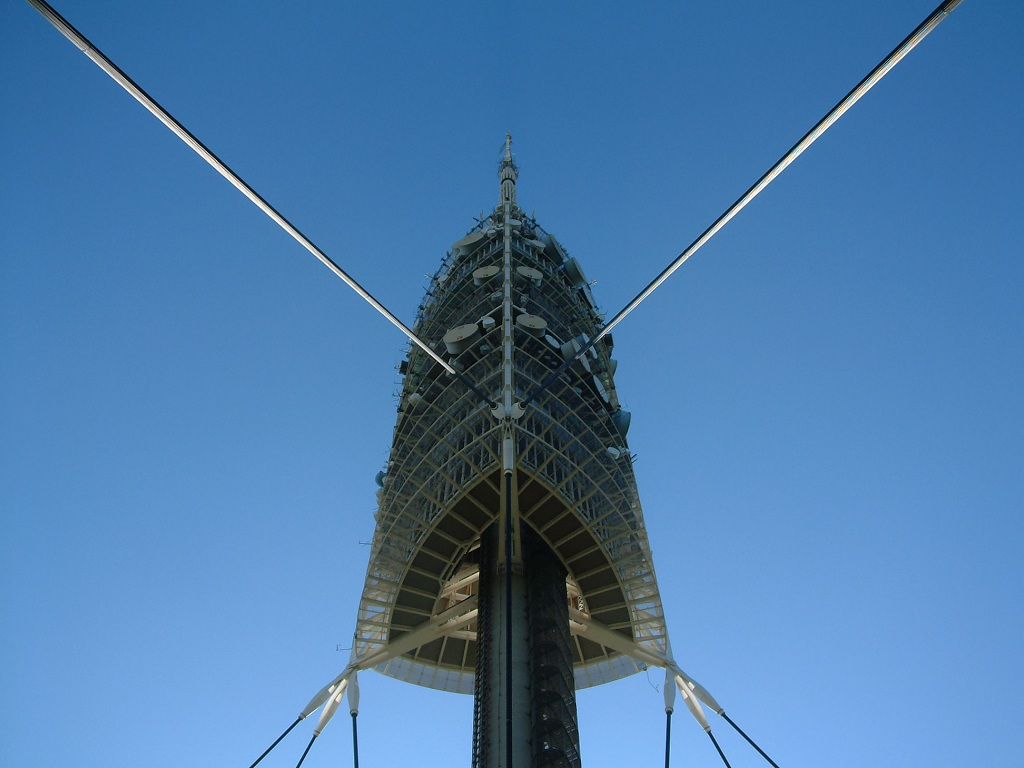
Részlet
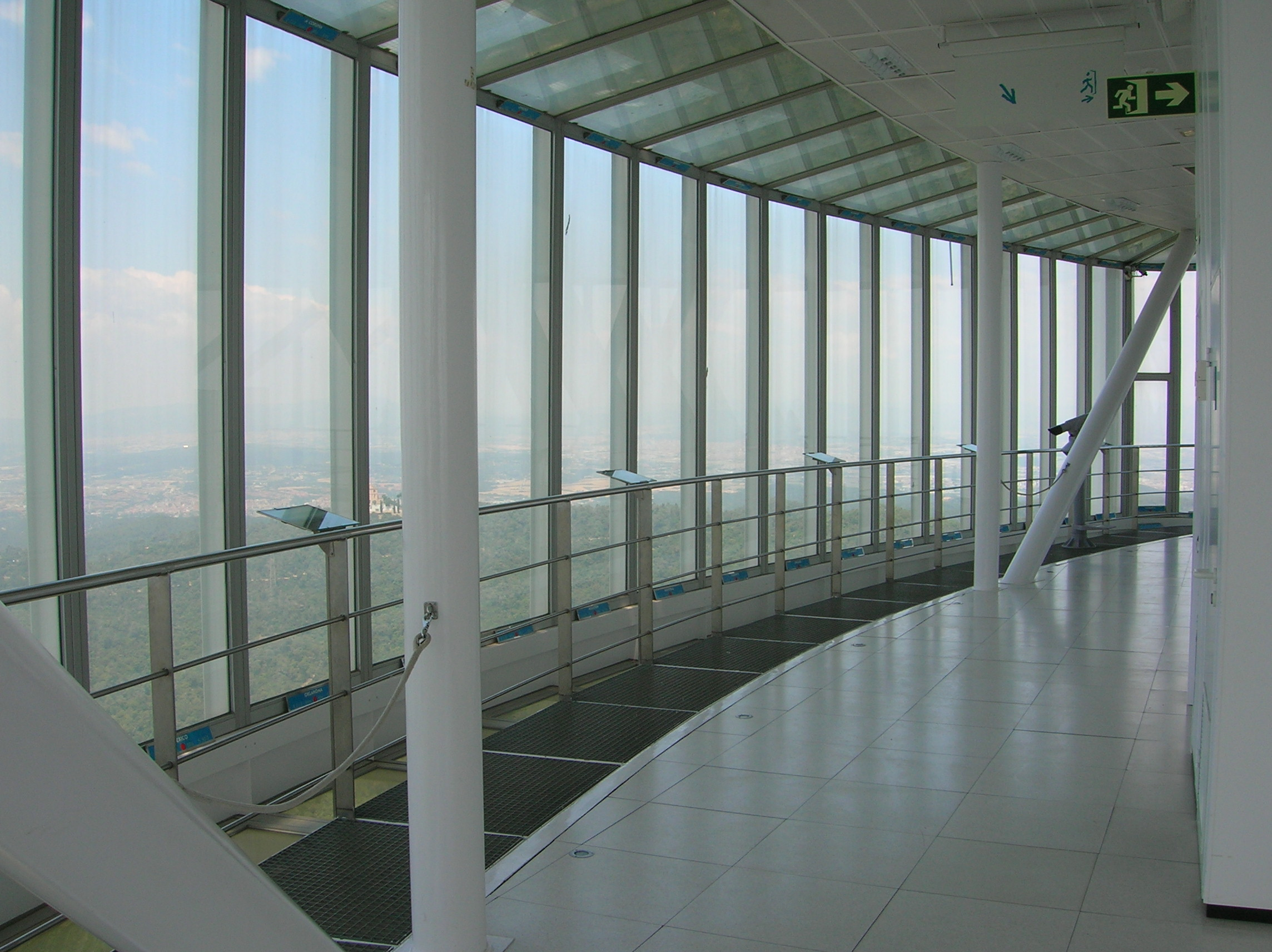
Belső kép
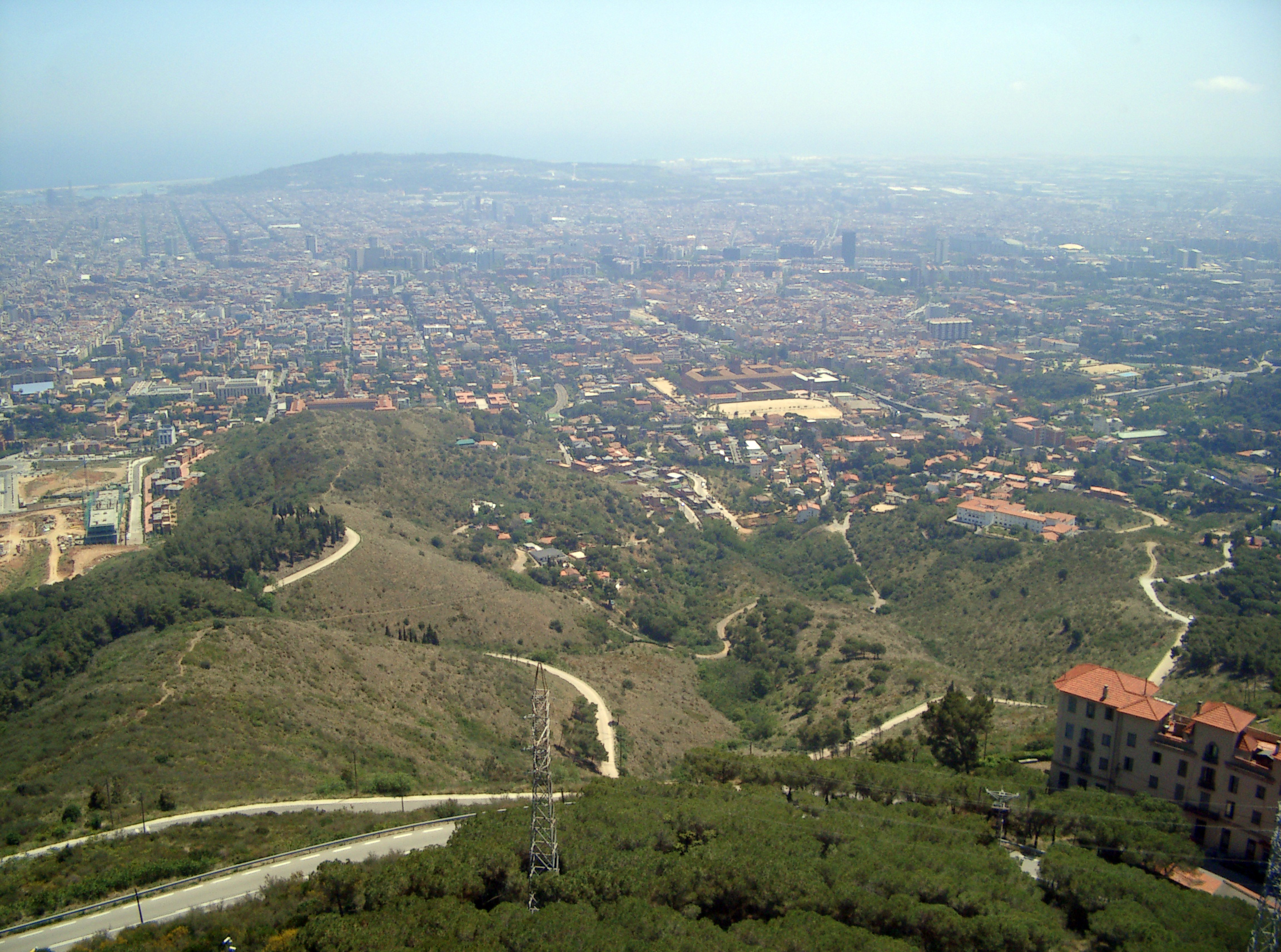
Kilátás Barcelona irányába